# Теннер, Григорий Самойлович
Григорий Самойлович Теннер (13 октября 1889, Аккерман, Бессарабская губерния — 31 октября 1943, Уфа) — украинский советский скульптор, педагог.

## Биография
Родился в Аккермане, в пятилетнем возрасте переехал с родителями в Екатеринослав, позже в Минск. Отец был браковщиком леса, мать занималась шитьём. Окончил сельскохозяйственную школу в Минске и в 1906 году поступил на скульптурное отделение в Одесское художественное училище (сначала учился в классе Луиджи Иорини, позже у Иосифа Мормоне). После окончания училища в 1910 году продолжил обучение в Петербургской Академии художеств, но через год бросил учёбу и поступил в Мюнхенскую академию художеств, где учился до 1914 года (класс Адольфа фон Гильдебранда). В 1914—1917 годах служил в действующей армии, был ранен и контужен, в 1918 году был выписан из госпиталя. Работал учителем в школе грамоты Первой конной армии
В 1918 году поселился в Екатеринославе, где выполнил скульптурные портреты ряда деятелей науки, культуры и искусства для Музея Революции и художественного музея, в том числе первый памятник В. И. Ленину в городе, открытый 25 января 1925 года. С 1932 года и до начала Великой Отечественной войны преподавал на керамическом факультете Одесского художественного института.
Среди его проектов — памятники Тарасу Шевченко в Екатеринославе (1921) и Харькове (1925), композиция «Т. Г. Шевченко» (1939), портретные бюсты Д. И. Яворницкого, Ю. Р. Бершадского, А. А. Шовкуненко, Г. И. Петровского, Н. А. Скрипника, Г. В. Плеханова, А. И. Герцена, С. П. Фёдорова.
Умер в эвакуации в Уфе. Похоронен на еврейском участке Сергиевского кладбища в Уфе.
Сын — кандидат технических наук Отто Григорьевич Теннер (1934—1979), работал на Одесском станкостроительном заводе имени С. М. Кирова (с 1972 года главный инженер и начальник СКБ ПС), трагически погиб.

## Работы
- 1918 — проект надробного памятника жертвам революции в Екатеринославе
- 1921 — проект памятника будённовцам
- 1922 — проект памятника Октябрьской революции
- 1923 — проект памятника Артёму
- 1924 — проект памятника Ленину
- 1933 — бюст художника А. А. Шовкуненко
- 1937 — конная статуя К. Е. Ворошилова
- 1938 — проект памятника Карлу Марксу в Одессе
- 1940 — проект памятника Ф. Э. Дзержинскому